# خليل شيبوب
خليل شيبوب (اللاذقية، 28 يناير 1892 - 1951)، شاعر مصري سوري المولد عاش بالإسكندرية، أسهم في تأسيس جماعة نشر الثقافة بالإسكندرية، وكان أول رئيس لها.

## مولده ونشأته وتعليمه
ولد خليل شيبوب في اللاذقية في 28 يناير 1892، وقضى بها الأعوام السبع عشرة الأولى من حياته، في أسرة قوامها ستة أفراد: والدان وأخوان وأختان.
تعلم شيبوب في مدارس الفرير الفرنسية باللاذقية، غير أن ذلك لم يصرفه عن الثقافة العربية؛ إذ كان أبوه يكلفه ـ وأخاه الأصغر صدّيق ـ بقراءة أمهات الكتب العربية عليه، لضعف نظر الوالد في أخريات حياته، وقد تعلق خليل شيبوب لذلك بشعر عنترة، وراح يحفظه ويحاول تقليده، كما أغرم بعد ذلك بالمتنبي وقصائده.
عقب حصول شيبوب على الشهادة التجارية الثانوية، نزح إلى الإسكندرية عام 1908، وهو في السابعة عشرة من عمره، حيث اختارها مستقرًا له إلى نهاية عمره، وهناك التحق بالعمل ببنك الأراضي بالإسكندرية، وانتسب في الوقت ذاته إلى مدرسة الحقوق الفرنسية ونال شهادتها عام 1926، كما نال دبلومين في القانون والاقتصاد منها.

## شعره
من شعر شيبوب:

### الشعر الحر
حاول شيبوب التجديد في الشعر وكتابة الشعر الحر، وذلك في قصيدة له نشرتها مجلة الرسالة القاهرية في 13 ديسمبر 1943، كان عنوانها «من الشعر الحر: الحديقة الميتة والتوتر البالي»، وقال في تقديمها:
يقول شيبوب في هذه القصيدة:
| خليل شيبوب | بها اهتدى عادي الردى فعدا ومحا معالمَها كأن لم تكن وكأن فيها الطير لم يترنم وكأن فيها الزهر لم يتبسم | خليل شيبوب |

## من مؤلفاته الأدبية
- الفجر الأول (ديوان شعري، الإسكندرية، أغسطس 1921): هو ديوانه الأول، جمع فيه ما نظمه بين عامي 1912 و1920،[2] وطبعت ألف نسخة منه جريدة البصير التي كان يحرر بها صفحة الثلاثاء الأدبية الأسبوعية، وقدم للديوان الشاعر خليل مطران.[3]
- ندى (قصة طويلة)[3]
- قبس من الشرق (ديوان من الشعر المترجم من الأدب الشرقي، ترجمه مع صديقه الشاعر عثمان حلمي سنة 1928).[3]
- أحلام النهار (ديوان يضم طائفة كبيرة من شعره الذي نظمه بين عامي 1921 و1951)[3]

## من مؤلفاته غير الأدبية
- المعجم القضائي (فرنسي عربي): ويقع في أكثر من 800 صفحة.[3]